# Молоденки
Молоде́нки (рос. Молоденки) — присілок у складі Цілинного округу Курганської області, Росія.
Населення — 90 осіб (2010, 169 у 2002).
Національний склад станом на 2002 рік:
- росіяни — 85 %